# Caius Lutatius Catulus (consul en -242)
Pour les articles homonymes, voir Caius Lutatius Catulus.

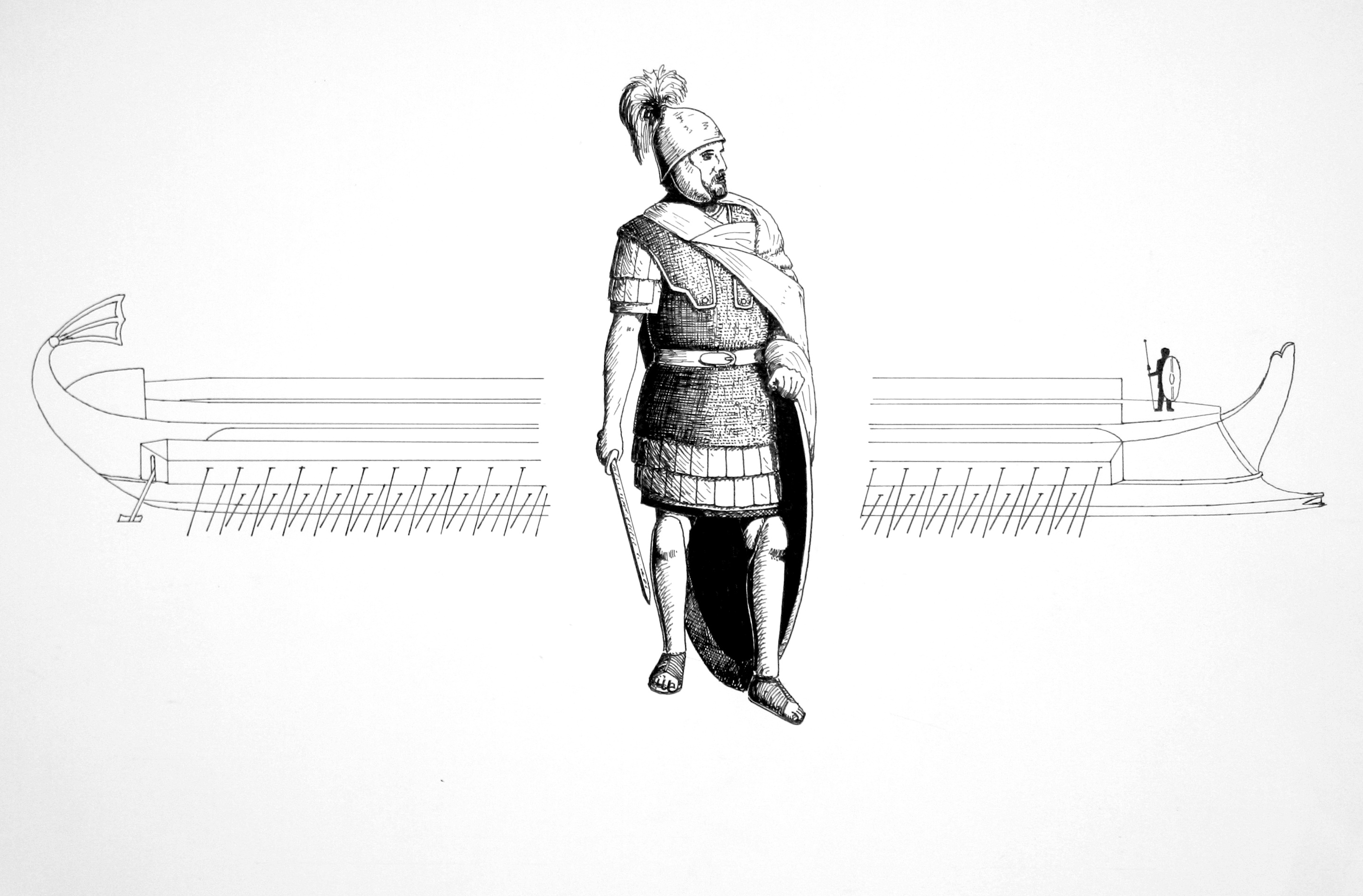
Gaius Lutatius Catulus et un navire de guerre romain

Caius Lutatius Catulus est un homme politique et un général de la République romaine durant la première guerre punique. Sa famille est d'origine plébéienne et il est le premier de cette famille à obtenir le consulat ce qui fait de lui un homo novus. Il est le père de Caius Lutatius Catulus (consul en 220 av. J.-C.), et le frère de Quintus Lutatius Catulus Cerco (consul en 241 av. J.-C.).

## Biographie
En 242 av. J.-C., il est consul avec Aulus Postumius Albinus. Ce dernier qui est flamine de Mars se voit interdire par le pontifex maximus de quitter la ville de Rome en raison de ses devoirs religieux. Lutatius reçoit donc le commandement de la guerre en Sicile, et est assisté du préteur Quintus Valerius Falto. Avec une flotte nouvellement construite, ils investissent par mer et par terre Drépane, une des dernières places fortes carthaginoises qui résiste depuis près de dix ans. Lutatius est gravement blessé lors du siège.
En mars 241 av. J.-C., il bat aux îles Égates la flotte de ravitaillement et de renfort des Carthaginois, qui était sous le commandement de Hannon. À la suite de cette victoire, il entre en pourparlers avec le commandant carthaginois Hamilcar Barca, ce qui met fin à la première guerre punique. Il lui accorde la paix, à la condition que les Carthaginois évacuent la Sicile et les autres îles situées entre l'Italie et la Sicile, rendent les prisonniers romains sans rançon et versent une indemnité de guerre sur 20 ans. Ces conditions acceptées par Hamilcar sont ensuite aggravées par le peuple romain.
En octobre 241 av. J.-C. à Rome, Lutatius Catulus se voit contester le droit de recevoir les honneurs du triomphe par le préteur Quintus Valérius. Valérius revendiquait le triomphe pour avoir dirigé la bataille tandis que Catulus, blessé, était alité. Choisi comme arbitre, l'ancien consul Aulus Atilius Calatinus accorde le triomphe à Lutatius Catulus, dans la mesure où le consul a la responsabilité supérieure du commandement et des augures sur le préteur.
Lutatius célèbre son triomphe le 4 octobre 241, puis Valérius célèbre le sien deux jours après.